# Кекава
Кекава (латис. Ķekava, нім. Keckau) — місто в центрі Латвії. Центр Кекавського краю. 
Місто розташоване за 17 км від центру Риги і за 8 км від Баложі. 1 липня 2022 року Кекава отримала права міста.

## Назва
За версією етимолога Костянтина Каруліса , «Ķekava» — слово балтійського походження: у стародавніх індоєвропейських мовах корінь «kek» означає «згинати, згинати», а «av(e)» — «зволожувати, зневоднювати, текти».

## Історія
Садиба Кекава з водяним млином вперше згадується в документах про земельну суперечку між орденом і ризьким деканом у 1435 році.
Становлення Кекави в її нинішньому вигляді значною мірою зумовило створення колгоспу «Кекава» в 1969 році. Життя в Кекаві суттєво змінило будівництво птахофабрики, що також призвело до зростання її робочого селища багатоповерховими будинками. Незважаючи на велику кількість населення, за часів Латвійської РСР Кекава не була містом, а мала статус села, тут розташовувався колгосп і Кекавська сільська рада, а після відновлення незалежності Латвії — Кекавська волосна управа. У 2009 році в результаті адміністративно-територіальної реформи Кекава стала центром краю. 
1 липня 2022 року Кекава отримала статус міста.

## Пам'ятки
- Лютеранська церква (1783)